# مهندسی برق قانونی
مهندسی برق قانونی (انگلیسی: Forensic electrical engineering) شاخه‌ای از مهندسی حقوقی است و به بررسی خرابی‌ها و حوادث الکتریکی در حوزه‌های قانونی می‌پردازد. بسیاری از تحقیقات مهندسی برق قانونی در مورد آتش‌سوزی‌هایی است که مشکوک به مشکلات الکتریکی هستند. مهندسان برق قانونی معمولاً توسط شرکت‌های بیمه یا وکلای شرکت‌های بیمه، یا تولیدکنندگان یا پیمانکارانی که از خود در برابر جانشینی شرکت‌های بیمه دفاع می‌کنند، به‌کار گرفته می‌شوند. سایر زمینه‌های تحقیق شامل بررسی حوادث مربوط به برق‌گرفتگی و اختلافات مالکیت معنوی مانند ثبت اختراع است. علاوه بر این، از آن‌جایی که آتش‌سوزی‌های الکتریکی اغلب به‌عنوان آتش‌سوزی‌های «مشکوک» ذکر می‌شوند، مهندس برق اغلب برای ارزیابی تجهیزات و سیستم‌های الکتریکی برای تعیین این‌که آیا علت آتش‌سوزی ماهیت الکتریکی داشته است یا خیر، استفاده می‌شود.

## موارد تحقیق
موارد تحقیق اغلب تعیین مسئولیت قانونی در قبال آتش‌سوزی یا حوادث دیگر به منظور خسارت‌های بیمه یا دعاوی خسارت است. برخی از نمونه‌ها عبارتند از:
- وسایل معیوب: اگر آتش‌سوزی ملک به‌دلیل وسیله‌ای باشد که نقصی در ساخت یا طراحی داشته باشد (مثلاً یک قهوه‌ساز بیش از حد داغ شده و مشتعل شده است) که آن را به‌طور غیرمنطقی خطرناک می‌کند، ممکن است شرکت بیمه تلاش کند تا هزینه خسارت آتش‌سوزی را نپردازد. اگر آتش‌سوزی منجر به صدمات جانی یا مرگ شود، شخص آسیب‌دیده نیز ممکن است علیه سازنده شکایت کند.
- کار نامناسب: اگر مثلاً یک برق‌کار کار نامناسبی در خانه انجام دهد که منجر به خطای برقی و آتش‌سوزی شود، او نیز می‌تواند مورد شکایت قرار گیرد (به‌همین دلیل، برق‌کارها ملزم به داشتن بیمه مسئولیت هستند).
- آسیب الکتریکی: اگر یک سیستم الکتریکی خطرناک باعث آسیب الکتریکی شود (در صورتی که جراحت کشنده باشد)، طرف مسئول حادثه الکتریکی می‌تواند مورد شکایت بیمه یا آسیب‌دیده قرار گیرد.
- خرابی تجهیزات: اگر تجهیزات الکتریکی از کار بیفتند، می‌تواند باعث از ضرر مالی (مانند از دست دادن بهره‌وری کارخانه به‌دلیل عدم کارکرد تجهیزات، یا خراب شدن محصولات غذایی به‌دلیل از خرابی یخچال) شود و مجدداً موضوع آسیب پیش می‌آید.